# Округ Грашот (Мичиген)
Грашот (енгл. Gratiot County) је округ у америчкој савезној држави Мичиген.

## Демографија
По попису из 2010. године број становника је 42.476, што је 191 (0,5%) становника више него 2000. године.
| Група             | 2000.          | 2010.          |
| Белци             | 38.024 (89,9%) | 37.144 (87,4%) |
| Афроамериканци    | 1.572 (3,7%)   | 2.354 (5,5%)   |
| Азијати           | 145 (0,3%)     | 146 (0,3%)     |
| Хиспаноамериканци | 1.875 (4,4%)   | 2.301 (5,4%)   |
| Укупно            | 42.285         | 42.476         |